# Cantó de Vilanuèva d'Òlt Sud
El cantó de Vilanuèva d'Òlt Sud és un cantó francès del departament d'Òlt i Garona, situat al districte de Vilanuèva d'Òlt. Té 5 municipis i part del de Vilanuèva d'Òlt.

## Municipis
- Biars
- Pujòls
- Sant Antòni de Ficalba
- Santa Coloma de Vilanuèva
- Sembas
- Vilanuèva d'Òlt

## Història
| Data d'elecció                           | Identitat       | Partit | Qualitat |
| ---------------------------------------- | --------------- | ------ | -------- |
| 1973-1998                                | Serge Dubois    | UDF    |          |
| 1998-2001                                | Jérôme Cahuzac  | PS     |          |
| 2001-                                    | Patrick Cassany | PS     |          |
| les dades anteriors no són pas conegudes |                 |        |          |
|                                          |                 |        |          |

## Demografia
| 1962 | 1968 | 1975 | 1982 | 1990 | 1999 | 2006   |
| ---- | ---- | ---- | ---- | ---- | ---- | ------ |
| -    | -    | -    | -    | -    | -    | 16.447 |